# Dwór w Strzyżewie
Dwór w Strzyżewie – zespół dworski z 1. poł. XIX wieku, który w ostatnich latach został odbudowany z kompletnej ruiny. 
Dziś jest to  centrum kulturalno-szkoleniowe z miejscami noclegowymi.

## Lokalizacja dworku
Strzyżew ma stare tradycje, sięgające XII w. Początkowo była to większa własność szlachecka, która z czasem uległa rozdrobnieniu. Właściciele tych ziem często się zmieniali. Strzyżew jest wsią w Polsce, która położona jest w województwie mazowieckim, powiecie warszawskim zachodnim. Należy do Gminy Kampinos.

## Historia dworku
- XVI wiek – pierwsze informacje o dworku w Strzyżewie pochodzą z XVI wieku. W tamtym okresie Paweł ze Strzyżewa, który był sochaczewskim cześnikiem, objął dwór. W pamięci wielu jak i dokumentach historycznych zapisał się również jako fundator kaplicy przy parafialnym kościele.
- 1687 – właścicielem Strzyżewa zostaje Mikołaj Łayszczewski (podstarości sochaczewski). Związany był z dworem prymasa Jana Wężyka a następnie Macieja Łubieńskiego w Łowiczu. Rodzina Łayszczewskich skoligowana była z rodziną Jana Kochanowskiego.
- 1711 – od 1711 roku do lat trzydziestych XIX wieku dwór w Strzyżewie był własnością przedstawicieli rodu Zembrzuskich. Ważną informacją jest, że w okresie wojen napoleońskich spłonęły zabudowania przydworskie jak i sama wieś Strzyżew. Ocalał tylko sam dwór.
- 1833 – kolejną właścicielką dóbr strzyżewskich byłą Marianna Hennenberg. Gospodarowała w dworku w latach 1833–1842. Sprzedała włości, które były w dobrej kondycji Adamowi Lasockiemu z Brochowa. Lasocki był jednym na najbardziej majętnych właścicieli dób strzyżewskich. Kunegunda – żona Adama Lasockiego, powiązana była ze Skarbkami, natomiast jej rodzoną siostrą była Barbara Wodzińska, babka po kądzieli Marii, czyli jednej z miłości Fryderyka Chopina. Nowy właściciel nie szczędził pieniędzy. Inwestował w dwór, gospodarstwo i w zagospodarowanie parku przydworskiego.
- lata 50. XIX wieku – majątek był dzierżawiony, a następnie kupiony przez Szkota - Petera Garvie. Mężczyzna był producentem lnu i właścicielem fabryki tekstylnej w Żyrardowie. Rodzina Garvie jak i rodzina zarządców majątku – Dickinsów – uwielbiali spędzać czas w dworku. Dickinsonowie rozpoczęli prowadzenie hodowli koni wyścigowych. Wykorzystywali strzyżewskie łąki jako naturalne pastwiska.
- lata 90. XX wieku – w tym okresie dworek był niemal zupełną ruiną. W 2010 roku firma OMIKRON Sp. z o. o. podjęła się odbudowy i rekonstrukcji dworu. Dzięki pracy nowego właściciela i mazowieckiego konserwatora zabytków dwór odzyskał dawną świetność.

## Opis dworku
Dworek jest murowany z cegły i wzniesiony na planie prostokąta o regularnej bryle. Ma podpiwniczenie, jest parterowy, a poddasze jest mieszkalne. 
Poddasze przykryte zostało wysokim dachem łamanym o połaciach krytych gontem i dachówką ceramiczną z otworami okiennymi typu powiekowego. 
Na frontowej elewacji pierwotnie mieścił się drewniany ganek. Wyposażony był w osiem drewnianych słupów. Po jakimś czasie zastąpiony został portykiem, który złożony jest z czworobocznych filarów skrajnych i pary kolumn zlokalizowanych między nimi. 
Na elewacji ogrodowej umieszczona została podcień. 

## Park krajobrazowy
Park krajobrazowy jest z 1 połowy XIX wieku. Obecnie założenie poddane jest rewitalizacji przez nowego właściciela. Park pokryty jest łąką i zadrzewieniem o charakterze parkowo-leśnym. Rośnie tu cenny starodrzew, a w tym kilka pomników przyrody.

## Obecnie
Obecnie dwór w Strzyżewie to  miejsce na organizację kongresów, konferencji, sympozjów, szkoleń, zjazdów, warsztatów, kameralnych spotkań biznesowych, koncertów, wernisaży i wystaw. Do dyspozycji gości są 4 sale mogące pomieścić od 12 do 125 osób.  